# Король Лир (спектакль МДТ)
 «Король Лир»  — спектакль, поставленный режиссёром Львом Додиным в петербургском Малом драматическом театре по одноимённой пьесе Уильяма Шекспира. Премьера состоялась 17 марта 2006 года. Спектакль получил премии «Золотая маска» и «Золотой софит».

## О спектакле
Классическая трагедия Уильяма Шекспира «Король Лир» переработана театром в захватывающую историю, где одной и ведущих стала тема взаимоотношений отцов и детей. Новый перевод трагедии, созданный специально для постановки, приблизил язык спектакля к шекспировскому оригиналу. Предельно острому, беспощадному, нетерпящему недосказанности.
Действие спектакля, которое сопровождается гротескной музыкой в исполнении Шута, происходит в почти пустом пространстве, трагическом хаосе, черной дыре, где подобно костям, поблескивают только белые деревянные перекрестья. На фоне этого безумный, играющий король, поделивший свое королевство между любимыми дочерьми, обманутый и уничтоженный ими в борьбе за власть, мечется в поисках справедливости и не находит её. Трагедия одиночества даже среди самых близких человеку людей разыгрывается с небывалой страстью.
Спектакль создан при содействии Федерального агентства по культуре и кинематографии и компании «Илим Палп».

## Создатели спектакля
- Сценическая композиция и постановка: Льва Додина
- Перевод: Дина Додина
- Художник: Давид Боровский
- Режиссёр-ассистент: Валерий Галендеев
- Ассистент режиссёра: Игорь Николаев

## Награды
- Российская национальная театральная премия «Золотая маска» (2007) номинации «Работа художника» Давид Боровский
- Театральная премия «Золотой софит» (2006) в номинации «Лучший дебют» Елизавета Боярская за роль Гонерильи, Данила Козловский за роль Эдгара, Дарья Румянцева за роль Корделии

## Гастроли
2006 — Москва, Милан (Италия), Лондон (Англия)
2007 — Москва, Новосибирск, Турин (Италия), Гданьск (Польша)
2008 — Бухарест (Румыния)
2009 — Киев (Украина), Будапешт (Венгрия)

## Действующие лица и исполнители
Лир, король Британии — Пётр Семак
Король Французский — Игорь Иванов, Сергей Мучеников
Герцог Бургунский — Алексей Зубарев
Граф Глостер — Сергей Курышев
Эдгар, сын Глостера — Данила Козловский, Станислав Никольский
Эдмунд, побочный сын Глостера — Владимир Селезнев
Шут — Алексей Девотченко, Алексей Морозов
Освальд — Олег Дмитриев
 Гонерилья, дочь Лира — Елизавета Боярская, Елена Соломонова
Регана, дочь Лира — Елена Калинина, Дарья Румянцева, Елена Соломонова
Корделия, дочь Лира — Дарья Румянцева, Екатерина Тарасова
Слуга — Георгий Цнобиладзе, Владимир Захарьев
Герцог Олбани — Анатолий Колибянов, Олег Рязанцев
Герцог Корнуолл — Сергей Власов, Игорь Черневич
Граф Кент — Сергей Власов, Сергей Козырев

## Отзывы о спектакле
- «Действие похоже на безостановочное движение не случайно сталкивающихся величин и содержит параллельные сюжеты. Местом действия служит нечто знакомое, примелькавшееся, перспективой имеющее далекую галактическую систему или, вернее сказать, черную дыру.» (Марина Баринова)

- «В додинском „Лире“ речь идет не о разделе королевства и не о сводящей с ума потере власти. Режиссер сталкивает своих героев с фактом разрушения самой жизни, и их разум не в состоянии примириться с осознанием неизбежного. Как человек встречает конец мира и свой собственный конец — вот что волнует театр.» (Роман Должанский)

- «Спектакль создает свой странный, ирреальный, пронзительный мир. Такое ощущение, что очень умный человек очень внимательно прочел пьесу, потом ему приснился очень личный сон на тему пьесы, и ему удалось воплотить этот сон на сцене.» (Пол Тейлор, Лондон)

- «Это драма на все времена, и совсем необязательно переживать ее, будучи королем, застигнутым бурей в чистом поле, — в четырех стенах она бывает не менее страшной и кровавой. Постановщик сознательно снижает пафос, лишает трагедию котурнов, и в этом ему помогает художник Давид Боровский, который предлагает минималистское, черно-белое визуальное решение.» (Нина Агишева)

- «Шекспировский сюжет здесь выливается в мощный поток не разоблачений, не сбрасывания масок, а самоосознания героев. „Король Лир“ в МДТ оказывается экзистенциальной, кровавой, но и очень гуманной трагедией.» (Елена Герусова)

- «В спектакле органически слиты суровость античной тьрагедии, саркастические фарсы начсала третьего тысячелетия и гуманизм Возрождения, которое знаети любит высоту человека — „венца творения“.» (Владимир Маранцман)

- «Додин десятилетиями шел к „Лиру“, но поставил его после смертей учеников, тяжелого инфаркта, разного рода испытаний именно сейчас. Почему? Нынешнее время, кажется, узнает в „Лире“ что-то родственное, соприродное себе. Быть может, жизнь на ветру, на перепутье, у края. Реальность, которая меняется быстрее, чем ты сам, внезапный сдвиг обстоятельств места и времени.» (Марина Токарева)

## Пресса о спектакле
- Глеб Ситковский. «Не о короле» «Газета», № 46, 19.03.2006

- Роман Должанский. «В семье не без природы» «Коммерсантъ», № 47/П (№ 3378) от 20.03.2006

- Дмитрий Циликин. «Дела семейные» «Ведомости», № 47 (1574), 20.03.2006

- Ольга Егошина. "Питерский «Король Лир» «Новые Известия», 21.03.2006

- Алена Карась. «Человек, низведенный до зверя.» «Российская газета», 21.03.2006

- Марина Давыдова. «Трагическая пьеса для механического пианино.» «Известия», 22.03.2006

- Алёна Гордеева. «Царство слепых» «Время новостей», № 48, 22.03.2006

- Жанна Зарецкая. «Дело о теле.» «Вечерний Петербург», 24.03.2006

- Марина Токарева. «Белый Шекспир, черный Лир.» «Московские Новости», № 10 за 2006 год, 24.03.2006

- Елена Герусова. "Без лирики " «Коммерсантъ», 21.03.2006

- Ирина Хорохорина. «Постмодернистский образец» Петербургский дневник, 27.03.2006

- Нина Агишева. «Убийственное — рядом» Культура, 30.03.2006

- Марина Зайонц. «Крест-накрест» Итоги, 10.04.2006

- Алиса Никольская. «Не избежать погибельного гнева…» Взгляд, 18.04.2006

- Евгений Соколинский. «Его величество Ничего» Санкт-Петербургские Ведомости, 21.04.2006

- Марина Баринова. «Лир навсегда» Театральный Петербург, 2006, 1-31 июля

- Марина Дмитревская. «СЕСТРЫ И БРАТЬЯ» ПТЖ, 2006, № 2(44)

- Виталий Эйбер. "Курьезный «Лир» «Народ мой» № 18 (382) 28.09.2006

- Анна Гордеева. «Король Лир». timeout, 13.10.2006

- Елена Герусова. «Полуголый король» Коммерсантъ, 20.11.2006

- Ирина Корнеева. «Тень отца Лира» Российская газета, 24.11.2006

- Елена ДЬЯКОВА. «КОГДА КОРДЕЛИЯ НАРУШИЛА ПРИСЯГУ» «Новая газета», 27.11.2006

- Марина Тимашева о московских гастролях «Короля Лира» Радио «Свобода», 07.12.2006

- БЛИСТАТЕЛЬНЫЙ «КОРОЛЬ ЛИР» «Ньюс Лайн», 12.10.2006, Лондон

- Йен Шаттлворт. «КОРОЛЬ ЛИР» «Файненшиал Таймс», 12.10.2006, Лондон

- Лин Гарднер «ТРАГЕДИЯ В ЧЕРНОМ, БЕЛОМ И СЕРОМ» «Гардиан», 11.10.2006, Лондон

- Пол Тейлор «ЭТО ПУТЬ К БЕЗУМИЮ», «Индепендант», 16.10.2006, , Лондон